# (121865) Dauvergne
(121865) Dauvergne est un astéroïde de la ceinture principale découvert par François Colas et Cyril Cavadore en 2000 à l'Observatoire européen austral. Sa désignation provisoire est 2000 CT 80.
Il a été nommé en l'honneur du journaliste scientifique français Jean-Luc Dauvergne, qui écrit dans le journal Ciel et Espace et qui est lui-même astronome amateur.

## Compléments